# Kreisgericht Ratibor
Das Kreisgericht Ratibor war ein preußisches Kreisgericht in der damaligen preußischen Provinz Schlesien mit Sitz in Ratibor.

## Geschichte
1849 wurden in Preußen einheitlich Kreisgerichte geschaffen. Hierbei wurde die Patrimonialgerichtsbarkeit abgeschafft und die Patrimonialgerichte aufgehoben. Auch die staatlichen Gerichte, hier das Land- und Stadtgericht Ratibor und das Stadtgericht Hultschin wurden aufgelöst. Es entstand nun das Königliche Kreisgericht Ratibor. Es umfasste den Kreis Ratibor. Zuständiges Appellationsgericht war das Appellationsgericht Ratibor.
Eine Gerichtskommission, also Zweigstelle des Gerichtes mit weniger als drei Richtern, wurde in Hultschin eingerichtet. Gerichtstage wurden in Zauditz gehalten.
Am Gericht waren 1870 ein Direktor und 15 Kreisrichter eingesetzt. Die Zahl der Gerichtseingesessenen betrug 111.696. Das Kreisgericht Ratibor war Schwurgericht für die Kreisgerichte Ratibor, Cosel, Leobschütz und Rybnik.
Im Rahmen der Reichsjustizgesetze wurde das Gerichtswesen in Deutschland 1879 vereinheitlicht. Damit wurde das Kreisgericht Ratibor aufgehoben und das königlich preußische Amtsgericht Ratibor mit Wirkung zum 1. Oktober 1879 als eines von zehn Amtsgerichten im Bezirk des Landgerichtes Ratibor als Nachfolger gebildet. Auch die Gerichtskommission wurde 1879 in ein Amtsgericht umgewandelt (Amtsgericht Hultschin).